# Golf del Ienissei

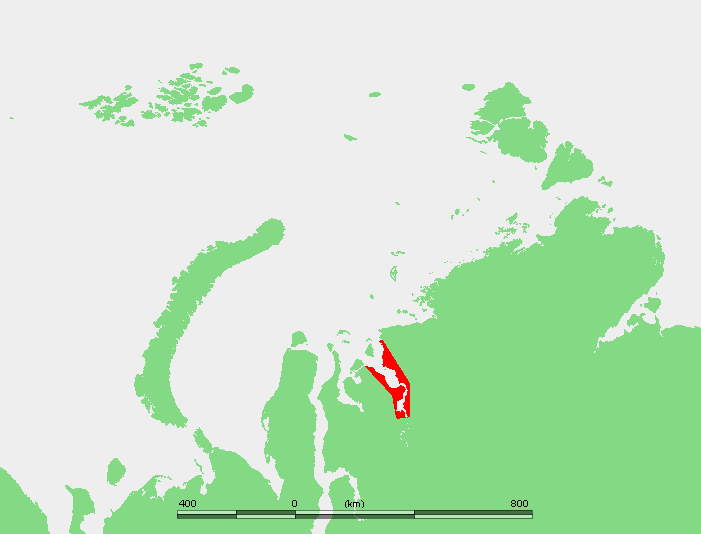
Ubicació de l'estuari del Ienissei.

El Golf del Ienissei. (rus: Енисейский залив) és un gran i llarg estuari on, A a la Mar de Kara, hi desemboca el riu Ienissei.
L'amplada del golf del Ienissei oscil·la entre els 50 i 250 km i a una latitud de 70° 30′ N en una zona al voltant de l'assentament de Munguy, al nord de Dudinka. Tota aquesta regió té una densitat de població baixa i els assentaments estan construïts sobre el permagel. La vegetació és de tundra (herba, molses i líquens). A les aigües al prop del litoral d'aquest golf hi viu la balena beluga.
La fondària màxima d'aquest golf és de 63 m.
El desembocament del riu Ienissei està 72° 30’ N, a la zona de l'illa de Sibiryakov, a la Mar de Kara.

## Illes
- El Ienissei té diverses illes planes a la seva part sud, les Illes Brekhovski (Бреховские острова) 70° 30′ N, 82° 45′ E / 70.500°N,82.750°E. Llacs i zones pantanoses envolten aquesta zona.

- Més cap al nord el ienissei es fa més ample, l'aigua es torna saloborosa. Hi ha tres illes situades al mig del golf, les Illes Bolshoi Korsakovski (острова Большой Корсаковский). La més gran fa 4 km de llargada i 1,2 km d'amplada. 72° 17′ N, 81° 01′ E / 72.283°N,81.017°E. L'Illa Burni es troba al mig del golf. Xaishni és l'illa més a prop del litoral.

- Krestovski o Illa Krestovski (Остров Крестовский) està a 9 km més al NNW. Fa 7,5 km de llargada i 1,8 km d'amplada.72° 24′ N, 80° 47′ E / 72.400°N,80.783°E. Aquesta illa rep el nom de l'escriptor rus Vsevolod Vladimirovich Krestovski (1840–1895).

## Clima
El clima és dur, els hiverns són llargs i freds amb vents gelats freqüents. L'estuari del Ienissei roman glaçat uns nou meos l'any i fins i tot a l'estiu hi flota el gel. Durant l'hivern els ports resten oberts gràcies als vaixells trencagel.

## Administració
El golf del Ienissei totes les seves illes pertanyen al Krai de Krasnoiarsk de la Federació Russa i formen part de la Reserva de la Natural Estatal del Gran Àrtic, que és la reserva natural més gran de Rússia.